# Oligographa
Oligographa is een geslacht van vlinders uit de familie pijlstaarten (Sphingidae).

## Soorten
- Oligographa juniperi (Boisduval, 1847)